# 西蒙·特羅德
西蒙·特羅德（德語：Simon Terodde；1988年3月2日—）是一位德國足球運動員，在場上的位置是中鋒。他現在效力於沙爾克04。